# Africa@home
Africa@home是一个允许用户在自己的电脑上运用分布式计算技术为非洲各国的人道主义事业做出贡献的网站。该项目于2006年7月13日公开。它与瑞士热带研究所、日内瓦大学、欧洲核子研究中心和ICVolunteers (ICV) 合作。它由日内瓦国际学术网络（GIAN）赞助。
Africa@home与ICVolunteers合作，在非洲各地招募志愿者来维持该项目的运行。疟疾控制项目(MCP) 是 Africa@home运营的唯一一个志愿者计算项目。 疟疾控制项目运行了10年，直到其在2017年6月21日关闭。